# Rueda Mansell

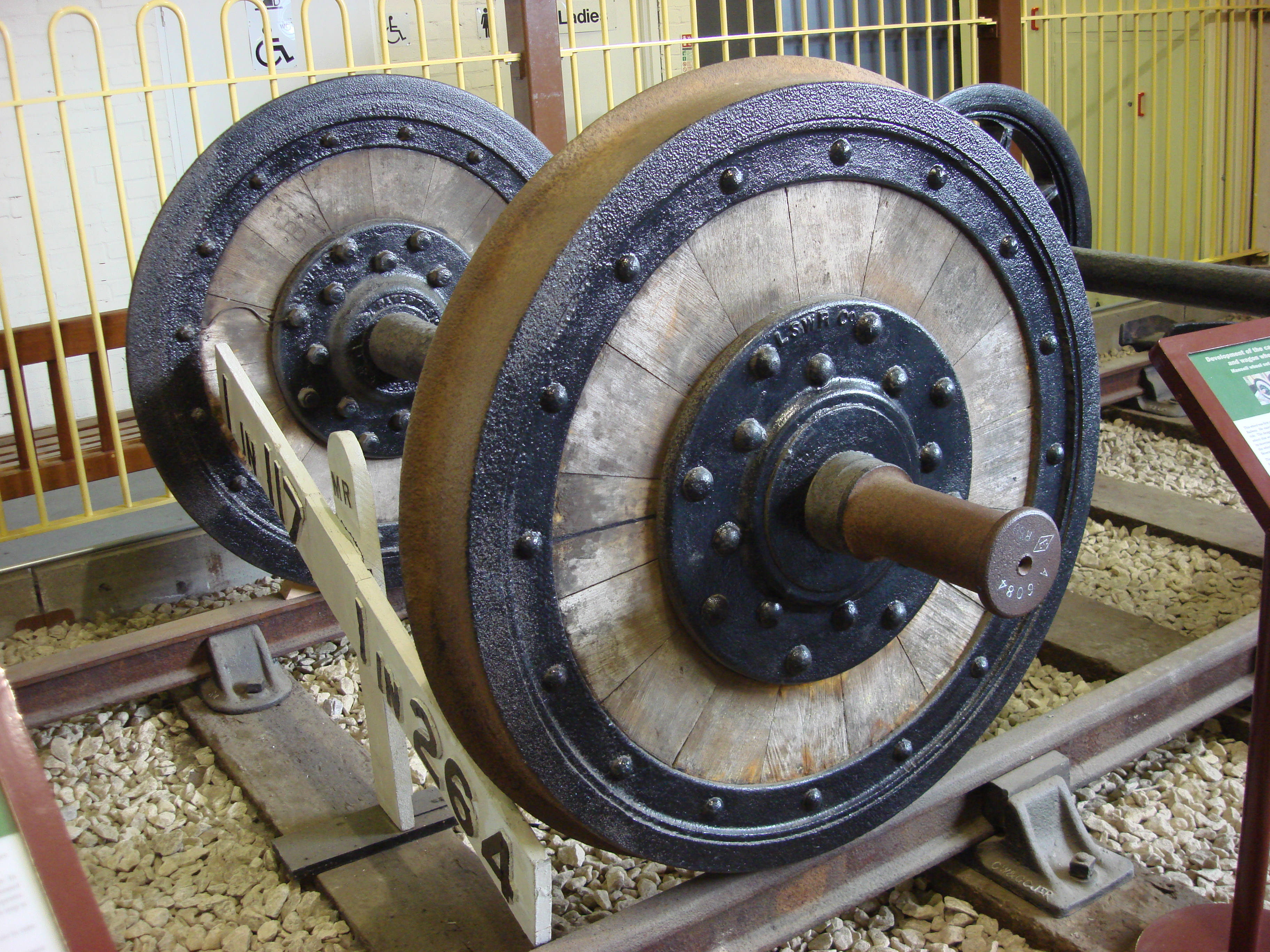
Un eje con ruedas Mansel exhibido en el Centro del Ferrocarril de Buckinghamshire

La rueda Mansell es un tipo de rueda de ferrocarril patentada por Richard Mansell, superintendente de material remolcado del Ferrocarril del Sureste en el Reino Unido. El diseño se creó en la década de 1840 y se empleó ampliamente en el material ferroviario de pasajeros en el Reino Unido. Este es un ejemplo interesante de una rueda de madera compuesta, que utiliza el mismo principio que una rueda de artillería pero con un centro de madera maciza en lugar de radios.

## Resumen

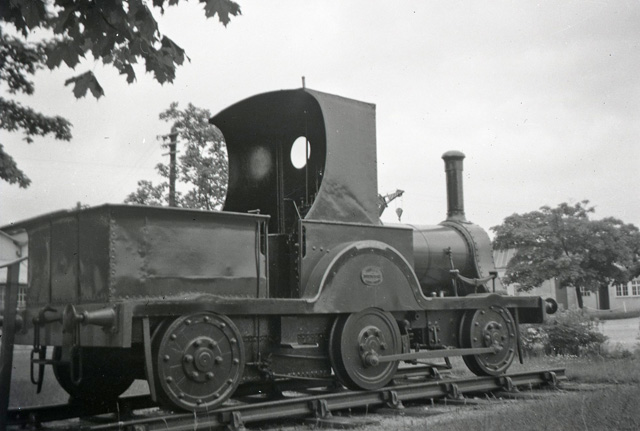
Locomotora Gazelle

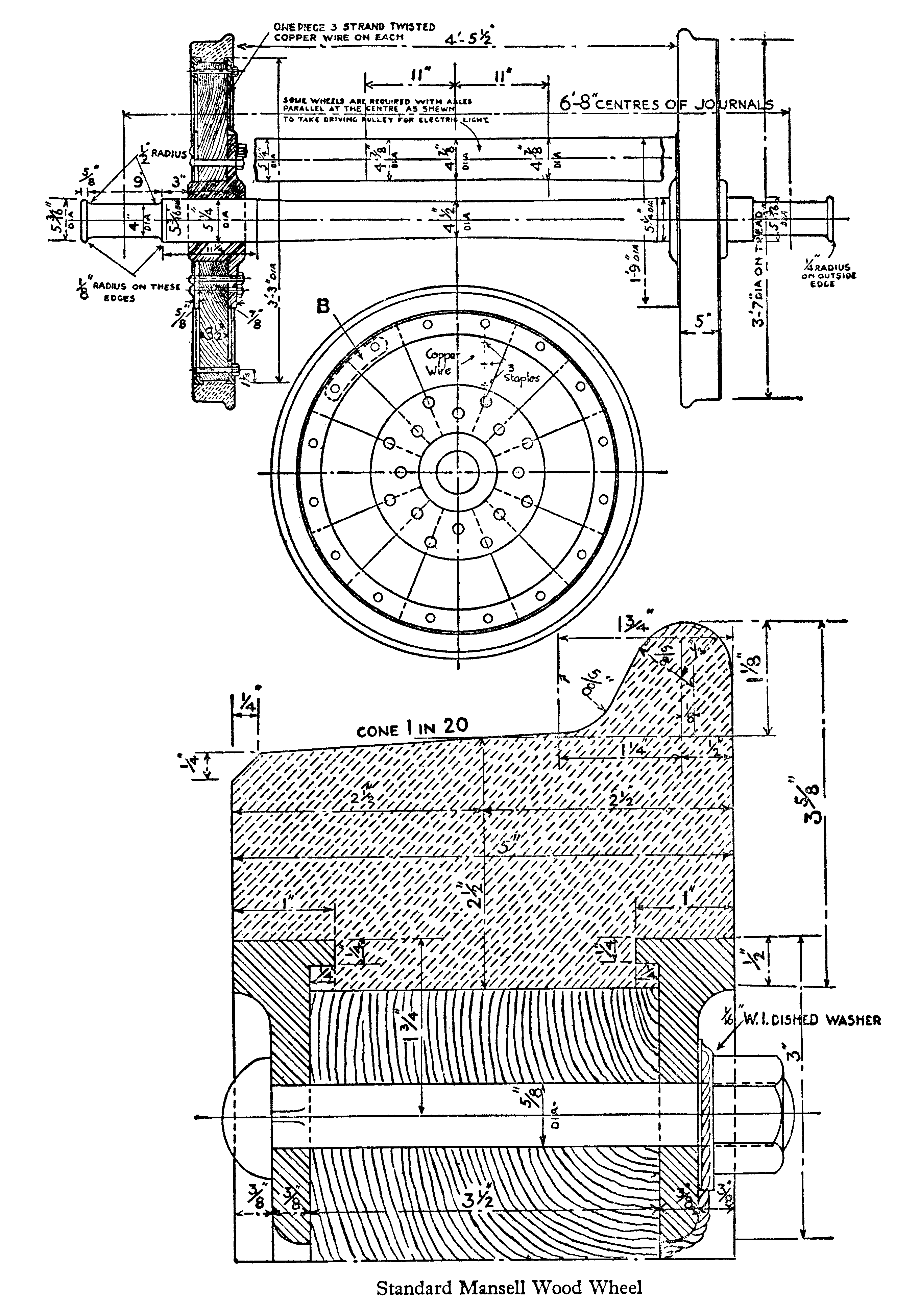
Dibujo de una rueda Mansell. Procede de un libro de diseño ferroviario de principios del siglo XX.

La razón para usar madera era reducir el ruido generado por la rodadura. Tener un centro de madera amortiguaba considerablemente el ruido de repique generado por las primeras ruedas empleadas en los ferrocarriles. Fabricadas con madera de teca en su interior, estas ruedas duraban mucho tiempo. Además de la reducción del ruido, también implicaban un mayor factor de seguridad. Si bien parte de esta mejora podría atribuirse a la atención adicional que se prestaba a lo que eran específicamente las ruedas de los coches de pasajeros, también se redujo el potencial de fallos en la fundición de las ruedas enteramente metálicas.
Los centros de madera actuaban como aislamiento eléctrico, por lo que las ruedas Mansell no activaban los circuitos de vía utilizados en la señalización ferroviaria. Este problema se resolvió colocando conectores metálicos de cobre entre la llanta y el eje.
Las ruedas Mansell se usaban casi exclusivamente en coches de pasajeros, pero hay algunos ejemplos de su uso en locomotoras. Por ejemplo, la locomotora 0-4-2WT Gazelle del Ferrocarril de Shropshire y Montgomeryshire tiene ruedas tractoras del tipo Mansell. Esta máquina se conserva en el Museo del del Coronel Stephens, dedicado al Ferrocarril de Kent y del Este de Sussex.
Las primeras unidades construidas de las locomotoras GWR 4-4-0 Clase Duke de 1895 también usaban ruedas Mansell en sus bogies y para los ténderes. Otra locomotora cisterna con bogie del tipo 0-4-4T también utilizaba ruedas Mansell.

## Reutilización de los segmentos de madera
Los segmentos de madera de la rueda tenían una vida útil más corta que otras partes y se reemplazaban con regularidad, generalmente porque se habían aflojado en el borde de la rueda, no porque la madera estuviera dañada de otra manera. Esta valiosa teca se reutilizaba a menudo. Como los segmentos eran demasiado cortos para la mayoría de los usos de carpintería, normalmente se reutilizaban para fabricar tablillas de parqué, particularmente comunes para su uso al aire libre en estaciones de tren, muelles de carga en instalaciones lecheras y plataformas que manejaban el tráfico postal. Estos andenes se usaban regularmente durante la noche y los bloques de madera proporcionaban una superficie más silenciosa que el pavimento empedrado, reduciendo las molestias causadas a los vecinos de la estación incluso cuando circulaban carros con ruedas de hierro. Un ejemplo de un pavimento de bloques de madera hechos con segmentos de ruedas sobrevive en la estación de Edge Hill de Liverpool.